# Precious Images
Precious Images ist ein US-amerikanischer Kurzfilm von Chuck Workman aus dem Jahr 1986.

## Handlung
Der Film präsentiert eine Übersicht des amerikanischen Films der vergangenen 100 Jahre. Es werden die wohl bekanntesten und wertvollsten Ausschnitte – jeder Ausschnitt dauert nicht mehr als eine Sekunde – aus den wichtigsten Filmen der vergangenen 100 Jahre gezeigt.

## Hintergrund
Chuck Workman produzierte den Film im Auftrag der Directors Guild of America.
1996 wurde der Film erneut uraufgeführt; uraufgeführt, weil er mit Szenen aus vielen weiteren Filmen angereichert worden war.

## Auszeichnungen
1987 wurde der Film in der Kategorie Bester Kurzfilm mit einem Oscar ausgezeichnet.
2009 wurde der Film ins National Film Registry des National Film Preservation Board aufgenommen.